# Jenny-Laure Garcin
Jenny-Laure Garcin (* 20. Juni 1896 in Paris; † 19. November 1978 ebenda) war eine französische Malerin, Filmemacherin und Kunstkritikerin. Sie war Mitglied der Künstlergruppe Abstraction-Création.

## Leben
Jenny-Laure Garcin wurde 1896 in Paris geboren und lebte dort bis zu ihrem Tod in der Rue des Plantes 18 im 14. Arrondissement. Nach einer klassischen Ausbildung an der Académie Julian und in den 1920er Jahren an der École des Beaux-Arts wandte sich Jenny-Laure Garcin 1932 dem Kubismus und der Abstraktion zu. Von 1935 bis 1937 stellte sie mit der Gruppe Abstraction-Création aus, einem Künstlerkollektiv, das 1931 in Paris gegründet worden war, um dem Einfluss der mächtigen Surrealistengruppe um André Breton etwas entgegenzusetzen. Bald distanzierte sie sich jedoch von der Gruppe und zog es vor, allein zu arbeiten. Jenny-Laure Garcin wurde am 19. November 1978 tot in ihrer Pariser Wohnung aufgefunden.

## Werk
Das Werk von Jenny-Laure Garcin umfasst Malerei und Zeichnung und ist stilistisch der geometrischen Abstraktion und dem Kubismus zuzuordnen. In den 1930er Jahren entstand das Gemälde Le mouvement (1932–1936), das sich durch dynamische Formen und klare Linien auszeichnet. Ein weiteres bedeutendes Werk ist Le chant de la matière (1957), ein Ölgemälde, das organische Formen mit einer harmonischen Farbpalette verbindet. Jenny-Laure Garcin schuf auch Zeichnungen, darunter Dessin pour le film ‘Le voyageur’ (um 1949), eine Arbeit in Kohle und weißer Kreide auf Papier. Ihr Spätwerk enthält das Gemälde Hommage à Mallarmé (1967), eine Hommage an den französischen Dichter Stéphane Mallarmé.